# Capitulación de los Belzares con la corona de Castilla

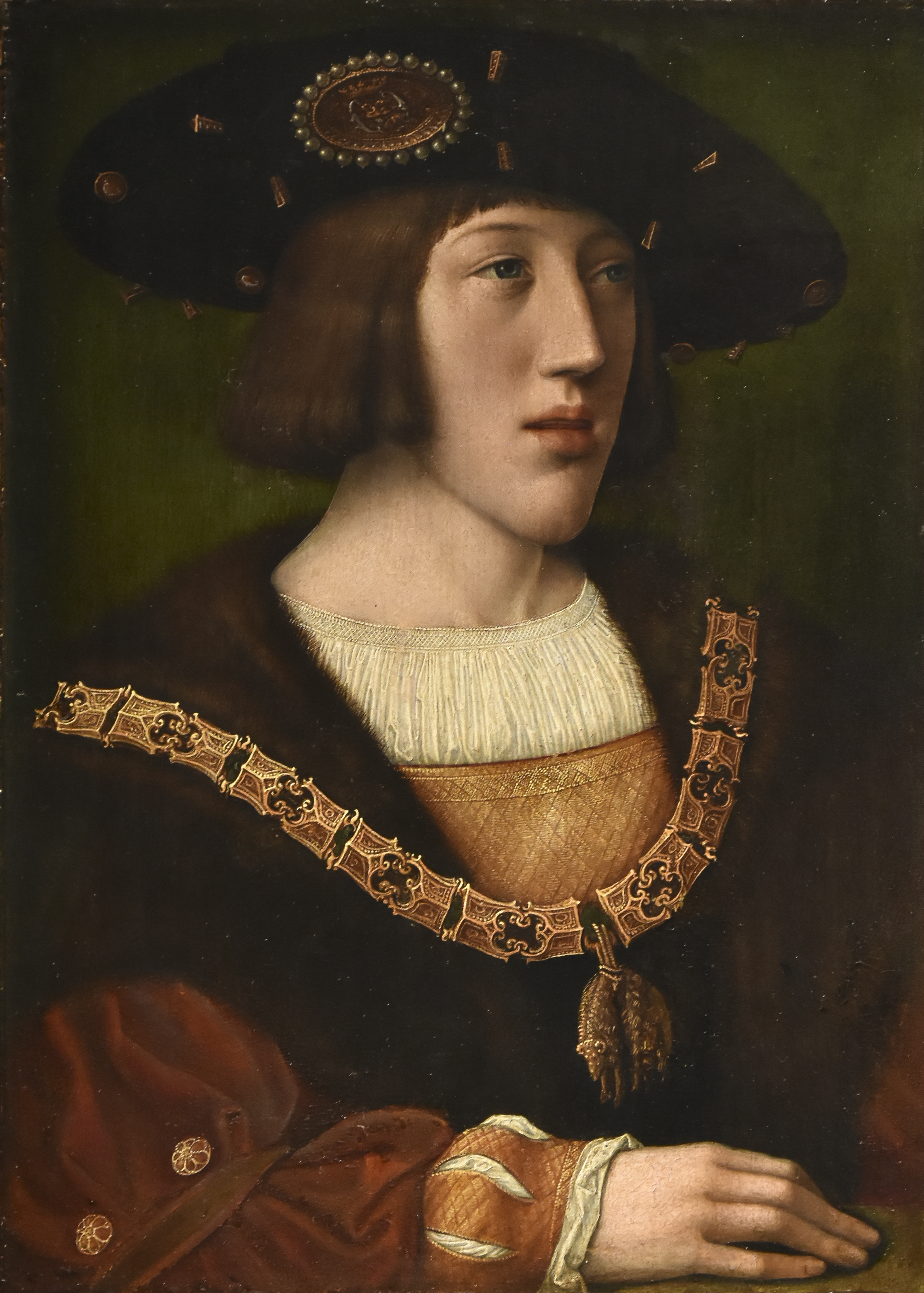
Rey Carlos I de España, firmante de la capitulación.

La Capitulación de los Belzares con la corona de Castilla es un decreto expedido por el rey Carlos I en 1528 con el cual se anunciaba la transacción y canje de parte de los territorios actuales de Venezuela a la familia alemana Welser, provenientes del Sacro Imperio Romano Germánico, a cambio de saldar una préstamo contraído por el Imperio español con ellos, sus principales prestamistas con la finalidad de explotar, poblar y gobernar el territorio. Con esto se dio inicio a la colonia de Klein-Venedig (Pequeña Venecia, en alemán).
La capitulación le dio a la familia Welser la posibilidad de nombrar sus propios gobernadores, usar a los indígenas como mano de obra forzada: «Otrosí, vos doy licencia y facultad a vos y a los dichos pobladores para que a los indios que fueren rebeldes siendo amonestados y requeridos los podáis tomar por esclavos», y de traer hasta 4.000 esclavos desde África.
El Imperio español dio por terminado el acuerdo por incumplimiento del contrato, enviando al explorador Juan de Carvajal a asesinar a los alemanes, que no habían logrado sus expectativas coloniales, terminando así la colonización alemana de América.